# Cryptochrostis crocea
Cryptochrostis crocea är en fjärilsart som beskrevs av Walker 1867. Cryptochrostis crocea ingår i släktet Cryptochrostis och familjen nattflyn. Inga underarter finns listade i Catalogue of Life.